# Dolmen de Miralles
El Dolmen de Miralles és un monument megalític del terme comunal de Conat, a la comarca del Conflent, de la Catalunya del Nord.
És al nord-oest del terme, a l'oest d'Arletes, a ran del termenal amb Orbanyà. De fet, és al sud de Miralles, més a prop d'Arletes.
És un dolmen de cambra única; el túmul del dolmen té un mur de contenció tot a la vora. Fou donat a conèixer per Jean Abelanet en la seva tesi doctoral del 1977 (publicada el 1990).